# Урсакий Сингидунский
Урсакий Сингидунский (лат. Ursacius Singidunensis) (ум. после 371) — церковный деятель IV века, епископ Сингидуна (современный Белград) в провинции Верхняя Мёзия. Активно участвовал в арианском споре на стороне противников Первого Никейского собора. С деятельностью Урсакия и другого балканского епископа, Валента Мурсийского, связывается распространение арианства на западе Римской империи. Как правило, в источниках и церковно-исторических исследованиях Урсакий и Валент называются вместе. Иногда их вместе с Герминием Сирмийским объединяют в «иллирийское трио».
Впервые Урсакий становится известным на Тирском соборе 335 года, где добивался осуждения александрийского епископа Афанасия. Начиная с 351 года Урсакий и Валент становятся теологическими советниками императора Констанция II и наиболее важными представителями омийства на Западе. Их роль была определяющей в принятии II сирмийской формулы, отвергнувшей никейское учение о единосущии, и в организации соборов в Аримине и Селевкии.

## Биография

### 330-е годы
В событиях церковной полемики IV века Урсакий и Валент часто действовали совместно. Родиной их считается Западный Иллирик. Во время ссылки туда Ария в 325 году они от него лично познакомились с арианским учением. Между 325 и 335 годами они были пресвитерами у православного епископа, но за свою склонность к арианству были низложены. Около 335 года они были посвящены арианами в епископы. Первое событие, в котором они принимали активное участие, было низложение Афанасия Великого на Тирском соборе 335 года. С целью расследования обвинения Афанасия в том, что по его приказу александрийский пресвитер Макарий произвёл нападение на мелитианского пресвитера Исхиру, опрокинул престол и разбил потир, Урсакий и Валент называются в числе епископов, отправившихся в Мареотиду для расследования обвинений, выдвинутых против александрийского епископа. Путём насилия и допросов не имеющих отношения к делу язычников комиссия собрала требуемые сведения, и, невзирая на их противоречивость, Афанасий был осуждён. В сентябре того же года участники собора отправились в Иерусалим для участия в торжествах по случаю освящения храма Гроба Господня. На состоявшемся одновременно с этим соборе Арий был принят в церковное общение.
Между тем Афанасий обратился лично к императору с просьбой, чтобы он сам выслушал жалобы на него и его оправдания. Константин потребовал прибытия участников собора в Константинополь. Прибыли не все, а только главные вожди арианства — Евсевий Кесарийский, Евсевий Никомедийский, Патрофил, Урсакий и Валент. На этом собрании против Афанасия были выдвинуты новые обвинения, по результатам рассмотрения которых он был сослан в Трир.

### После Сардикийского собора
Мы и отлучаем и изгоняем из вселенской церкви всех, которые утверждают, что Христос, конечно, есть Бог, но Бог не истинный, что Он есть Сын, однако ж Сын не истинный, что Он рожден и вместе не рожден, а слово «рожден» они понимают так, как бы говорили: Он получил начало. Поелику же Христос существует прежде веков, то они приписывают ему начало и конец — не во времени, а вне всякого времени. Вот тебе от арианского аспида готовы еще две ехидны: Валент и Урзакий. Они хвастливо и не обинуясь называют себя христианами, а между тем говорят, что Слово вместе с Духом было распято, убито, умерло и воскресло, и — о чем еретики особенно любят состязаться — будто ипостаси Отца, Сына и Св. Духа различны и отдельны. Мы же напротив приняли, изучили и держим такое вселенское и апостольское предание, такую веру и исповедание, что ипостась — одна, или, как называют это сами еретики, существо Отца, Сына и св. Духа — одно.
Об участии Урсакия в дальнейших событиях конца 330-х — начала 340-х годов не известно, вероятно, он вместе с Валентом возвратился в Иллирию. О Валенте в этот период известно, что он был в Аквилее, где инициировал народное возмущение против местного епископа. На Сардикийском соборе 343 года Урсакий и Валент, в числе прочих, были обвинены в арианстве и низложены, а Афанасий восстановлен на своей кафедре. Не согласившиеся участвовать в этом соборе восточные епископы собрали свой собор в Филиппополе, на котором обвинили в савеллианстве и объявили низложенными 9 епископов противоположной стороны, включая Афанасия, Маркелла, Осию и папу Юлия. Сторонником решений Сардикийского собора выступил император Запада Констант, потребовавший от правившего на Востоке брата разрешения Афанасию вернуться в Александрию. Констанций был вынужден уступить.
Урсакий и Валент, чьи диоцезы находились на Западе, могли ожидать выполнения решений Сардикийского собора в касающейся их части. Собор западных епископов в Милане в 348 году подтвердил Никейскую веру и хотел отсечь от церкви епископов, уже ранее осуждённых за общение с арианами или за клевету на Афанасия. К таковым принадлежали Урсакий и Валент. Видя неминуемую опасность, они подали собору либеллус, в котором анафематствовали «еретика Ария и защищавших его», и обратились с письмом к Юлию, признавая «ложью и измышлением» всё, что они свидетельствовали раньше об Афанасии. У папы они просили покровительства в том случае, если бы Афанасий и восточные стали требовать их на суд за клевету. Самому Афанасию они также писали, уверяя его в желании иметь с ним мир и прося его ответить на послание. Собор и папа оказали им снисхождение. На каком-то из последующих миланских соборов Урсакию и Валенту опять пришлось отказаться от обвинений в адрес Афанасия и осудить Ария Тот факт, что эти два оппортуниста были вынуждены на некоторое время отказаться от проводившейся ими политики, ясно показывает, что в конце 350-х годов политика императора на некоторое время стала про-никейской.
Неискренность их раскаяния выявилась при изменении политических обстоятельств. 18 января 350 года Констант был убит узурпатором Магненцием, с которым Констанций был вынужден вступить в борьбу. Первая их значительная битва произошла 28 сентября 351 года близ Мурсы, где епископом был Валент. Как сообщает Сульпиций Север, во время битвы Констанций удалился в загородную церковь для молитвы. Валент воспользовался этим случаем. Заранее поставив цепь гонцов, извещавших его о ходе битвы, в момент поражения Магненция Валент первый объявил императору о счастливом для него исходе битвы. На вопрос изумлённого Констанция, от кого он узнал это, Валент сослался на ангела. Император поверил и с тех пор говорил, что он обязан победой не силе войска, а Валенту.
После победы над Магненцием, находясь в Арелате, Констанций организовал небольшой собор. На нём присутствовали, с одной стороны, составлявшие свиту императора арианские епископы (Урсакий, Валент и некоторые другие восточные епископы) и местный епископ Сатурнин. Со стороны «никейцев» известно об участии Павлина Трирского и легатов папы Либерия. На соборе «евсевиане» вновь подняли вопрос об осуждении Афанасия, поставив участников перед выбором — осуждение Афанасия или ссылка. Вторую альтернативу выбрал только Павлин.
На Миланском соборе 355 года Урсакий и Валент вновь выступили с обвинениями в адрес Афанасия, однако были вынуждены отказаться от этой роли после того, как им было предъявлено подписанное ими ранее обращение к папе Юлию. Взяв после этого дела собора в свои руки, Констанций добился осуждения лидеров «никейской» партии. Однако император не был удовлетворён количеством подписей под решениями собора, задуманного как вселенский. Поэтому по городам были отправлены дворцовые чиновники с приказом собирать подписи от епископов и отправлять в ссылку тех, кто отказывается. Участвовавшие в этом процессе клирики Урсакия и Валента смогли довести количество подписей до требуемого количества.
По результатам Миланского сбора 355 года Урсакий и Валент, используя поддержку императора, сумели добиться удаления с кафедр практически всех своих противников. По мнению М. Меслена, это произошло благодаря искусному использованию императорского гнева против Афанасия и никейцев, стоящих, по мнению Констанция, на пути к достижению церковного мира.

### После Медиоланского собора 355 года
Узнав о постановлениях Медиоланского собора, Иларий Пиктавийский возглавил оппозицию арианству в Галлии. Он собрал антиарианский собор в Пиктавах, от лица которого составил гневное послание Констанцию. Решением этого собора были отлучены от церковного общения омии Урсакий Сингидунский, Валент Мурсийский и Сатурнин Арелатский. Весной 356 года при поддержке Констанция Сатурнин Арелатский в ответ на Пиктавийский собор организовал собор в Биттере, результатом которого стало осуждение Илария и Родания Тулузского. Ввиду того, что проязычески настроенный Юлиан, находившийся тогда в Галлии, восхитившись ораторским талантом Илария, не позволил арианам произвести его арест, сам Иларий и его сторонники смогли вернуться в свои диоцезы. Однако затем они были схвачены и сосланы на Восток по приказу Констанция. Ранее, в январе того же года, в очередной раз был изгнан из Александрии Афанасий.
После осуждения Афанасия и ссылки главных его защитников Урсакий и Валент решили заставить Запад принять арианскую формулу веры. В августе 357 года в Сирмии в присутствии Констанция и вместе с Герминием и Потамием Олизиппонским они составили изложение веры, известное как II сирмийская формула. В результате оказанного давления к числу епископов, подписавших этот документ, присоединился престарелый Осий Кордубский, ранее являвшийся решительным защитником никейской веры. Возможно, её также подписал папа Либерий.
На Западе новая формула была сразу же отвергнута, но в следующем году состоялся собор в Антиохии, на котором недавно назначенный епископом Евдоксий рассмотрел II сирмийскую формулу, согласился с ней и выразил благодарность её авторам. Встревоженный этим Георгий Лаодикийский обратился с окружным посланием к остальным епископам Востока с просьбой вмешаться и «спасти Антиохию для дела православия». Первым на этот призыв откликнулся епископ Василий Анкирский. В апреле 358 года он созвал собор в Анкире, на котором зачитал послание Георгия. По случаю последних событий участники собора составили энциклику, в которой осуждались новшества и «скверные новоглаголанья против истинного присного сыновства Единородного». Далее отцы собора доказывали, что Сын подобен Отцу не только по энергии, но и по существу. Заканчивалось послание 18 анафематизмами против Маркелла Анкирского, аномеев и никейского понятия др.-греч. όμοούσίος («единосущный»). После завершения своего собора ими было направлено посольство к императорскому двору, находившемуся в то время в Сирмии, с целью представить Констанцию своё учение. Там же в этом время находились Урсакий, Валент, Герсиний и 4 африканских епископа. В результате состоявшегося диспута Константин принял точку зрения василиан и заставил Урсакия и Валента подписать анкирские анафематизмы. В результате к сформировавшейся партии «василиан» перешло лидерство среди ариан, удерживавшееся «евсевианами» (омиями) около года.

### Соборы в Селевкии и Аримине 359 года
Констанций, не вполне понимая разницу в учениях василиан (омиусиан) и омиев, задумал примирить эти два течения путём принятия на большом соборе универсального вероопределения. В результате, возможно, под влиянием Урсакия и Валента, было решено провести два собора — западных епископов в Аримине и восточных в Селевкии. По мнению В. В. Болотова, ариане хотели предотвратить возможное объединение западных никейцев и василиан.
Перед этими соборами в присутствии Констанция была принята IV сирмийская формула, известная также как «датированная вера». В ней утверждалось существование Сына до начала времён, рождённого бесстрастно, подробности чего известны только Отцу. Как и во второй формуле, налагался запрет на использование слов οὐσία и ὑπόστᾰσις в применении к Отцу и Сыну; Сын объявлялся подобным Отцу «во всём» (др.-греч. κατά πάντα). Уже тот факт, что из богословского лексикона изымалось ключевое для василиан слово οὐσία, связывал руки омиусианам, однако сохранился рассказ о том, что в поданном Констанцию Валентом экземпляре документа были опущены слова κατά πάντα, и император, обнаружив это, заставил его вставить пропущенные слова. В ответ на это Василий Анкирский в своём экземпляре, наоборот, подробно описал, в каком смысле он понимает выражение «по всему». Также василиане предоставили Валенту меморандум, в котором доказывали, что, хотя слова οὐσία и нет в Писании по букве, оно там есть по духу.
С этой формулой и императорским эдиктом Урсакий, Валент и Герминий отправились в Аримин 27 мая 359 года. Эдикт содержал требования императора рассуждать только о вере и ничего не решать относительно восточных епископов, а после собора отправить императору 10 послов. Ариминский собор открылся в июле 359 года. Неизвестно, сколько времени Урсакий и Валент убеждали собравшихся никейцев принять IV сирмийскую формулу, но 21 июля произошёл взрыв негодования западных епископов. По призыву некоего епископа Грециана были осуждены как омии, так и их формула. После этого 2 июля Валент и Урсакий были низложены как еретики, а собор раскололся на фракции, никейцы и ариане заседали в разных базиликах. В конце лета, выполняя эдикт, императору направили по 10 послов арианская и никейская фракции собора.
Открывшийся 27 сентября собор в Селевкии Исаврийской, на который прибыло около 110 василиан и 40-50 ариан других течений, также достаточно быстро завершился конфликтом — сторонники Василия Анкирского и Акакия Кесарийского низложили и анафематствовали друг друга. Каждая из этих двух групп также отправила императору по 10 послов со своим символом веры.
Когда ариминские депутаты с просьбой об утверждении решений своего собора и о его роспуске прибыли в Адрианополь, где в то время находилась резиденция Констанция, им было объявлено, что император их принять не может. Им было велено ждать, а затем их переселили в небольшой город Нику. После бесплодного ожидания 10 октября почти все ариминцы подписали новое омийское исповедание веры. В новой формуле утверждалось, что Христос только «подобен» Отцу, при этом отсутствовало даже компромиссное выражение «по всему». После «никского выездного заседания» неутомимые Урсакий и Валент вернулись в Аримин, где при поддержке префекта Тавра, которому был дан приказ не распускать епископов, пока они не подпишут Никскую формулу, заручились поддержкой участников собора. Многими исследователями отмечалось, что место подписания новой формулы было выбрано не случайно, а благодаря созвучию с Никеей, что делало созвучной по названию принятую там формулу Никейскому Символу веры. Прения с несогласными продолжались до начала зимы. Для их убеждения Валент изъявил готовность анафематствовать что угодно, лишь бы те подписали требуемый документ. Последние два неподписавших епископа, Фебадий Агенский и Серваций, епископ области тунгров, продиктовали ряд анафем, которые Валент повторил даже с усиленными формулировками, которые потом оказались лазейками. В результате ариминские никейцы разъехались в убеждении, что они не отступили от Никейского символа.

### После смерти Констанция
После смерти Констанция в 361 году арианство стало пользоваться меньшей поддержкой. Под влиянием различных факторов Герминий Сирмийский, митрополит Иллирика, отказался от омийства. Когда слухи об этом дошли до Урсакия и Валента, они вначале потребовали от Герминия письменного объяснения, и тот заверил их в неизменности своих взглядов. Однако, видя, что притеснения омийских епископов со стороны клириков Герминия продолжаются, епископы Урсакий, Валент, Гай Сабарийский и Павел составили собор в Сингидуне 18 декабря 366 года и вновь обратились к Герминию за разъяснениями. На этот раз последний, видимо, ничего не ответил своим прежним друзьям.
Между тем слухи, взволновавшие весь Иллирик, побудили других омийских епископов через гражданского чиновника сделать запрос Герминию, в чём он различается по вере с участниками Сингидунского собора. Последний разъяснил им свои воззрения, опираясь на «датированную веру» 359 года.
Пользуясь беспорядками в Риме, где вели борьбу папа Дамасий и антипапа Урсин, Авксентий Медиоланский занимался распространением омийства в Италии. Кроме того, защитники омийства оказались в Венеции и Галлии. Наконец, в 369 году Дамасий созвал в Риме собор для осуждения Авксентия. На этом соборе были также отлучены Урсакий, Валент и Гай, отвергнут арианский символ веры и утверждён никейский. Кроме того, было отправлено особое послание к православным епископам Иллирии, чтобы и они примкнули к этим решениям и известили об этом особой грамотой. Иллирийские епископы выполнили это пожелание около 370 года.
После 371 года Урсакий не упоминается, Валент сошёл с исторической арены в 367 году. Преемник Урсакия на посту епископа Сингидуна, Секундиан, был осуждён как арианин собором в Аквилее.

## Религиозные взгляды
Практически ничего из написанного Урсакием и Валентом не дошло до нашего времени. В связи с приведённым выше фрагментом «Церковной истории» Феодорита Кирского, относящимся к периоду Сардикийского собора 343 года, современный историк церкви Р. Хэнсон отметил, что эти двое воспроизводят обычное арианское учение, что Сын пострадал как Бог, а не только как человек. По его мнению, они продемонстрировали полное незнакомство с богословием Оригена и непонимание разницы между понятиями др.-греч. ὑπόστᾰσις, («ипостась») и др.-греч. οὐσία («сущность») — понятием, использованным в Никейском Символе веры.
В августе 357 года при участии Урсакия и Валента была издана II Сирмийская формула. Согласно ей, есть один Бог, чьим единородным Сыном является Иисус Христос. При этом вопрос о порождении сына, не разъяснённый в Священном Писании, выше человеческого понимания и не может быть объяснён. Соответственно, не должны производиться к этому попытки, тем более с использованием понятий οὐσία или производных от него. Формула полагает бесспорным, что Отец выше Сына по чести, достоинству и божеству, что следует уже из слов, которые применяются к ним. Это же подтверждается и словами из Евангелия от Иоанна «Отец Мой более Меня» (Ин. 14:28). Кафолическим объявляется учение о том, что есть два лица (др.-греч. πρόσωπα), Отца и Сына, и Отец больший, а Сын подчинён Отцу со всем, что Отец подчинил ему. Отец не имеет начала, невидим, бессмертен и бесстрастен, а Сын рождён от Отца.
Религиозный взгляды омиев, к числу которых принадлежали Урсакий и Валент, выражались принятой в 359 году «Никским Символом веры», подтверждённым Константинопольским собором 360 года. Сохранился также заключительный протокол заседаний Ариминского собора 359 года, содержащий дополнительные анафематизмы Валента. Этот компромиссный документ требовал признания Единого Божества Отца и Сына, предвечного рождения Сына от Отца, воплощения Сына от Девы Марии, а также творения всего через Слово. Однако при этом категории рождения и творения не различались, а Сын именовался подобным Отцу. В омоусианском богословии Афанасия Великого рождаемое всегда единосущно рождающему, и в этом его отличие от творения. Ариминские анафематизмы можно было истолковать так, как их истолковывал Валент, говоривший, что он осуждает говорящих о Сыне как о творении, равном остальным, так как для него Сын был отличающимся от всех творением. Такое истолкование результатов Ариминского собора, предполагающее богословскую победу омиев, признаётся не всеми исследователями. Так, М. Меслен считает, что Урсакий и Валент никогда не утверждали, что Сын является творением, и сообщающий о таких софистических истолкованиях анафематизмов Сульпиций Север ошибается, и в таком случае результатом собора было богословское торжество омоусиан.

## Характеристика деятельности
Поскольку арианство в Римской империи потерпело поражение уже в конце IV века и большинство церковных писателей принадлежало к победившей партии, не удивительно, что Урсакий и Валент удостоились преимущественно отрицательных оценок.
Среди историков христианства чрезвычайно распространена оценка этих деятелей как авантюристов. Так, описывая деятельность этих балканских епископов в начале 350-х годов, А. В. Карташёв использует выражения «сбросили личину и перешли в группировку „восточных“» и «карьерный цинизм». Другие исследователи отмечают, что только Валент был одержимым карьерой циником, тогда как Урсакий был более осторожен и проявлял склонность к богословским спорам. Эта точка зрения разделяется не всеми, и немецкий историк XIX века, автор фундаментальной монографии по истории арианства В. Кёллинг (нем. W. Kölling) полагал, что они оба не обладали богословскими интересами и всё их богословие состояло в том, что они выясняли, что по данному вопросу думает император Констанций. Оспаривая его точку зрения, В. Самуилов полагает, что это были деятели «несомненно талантливые, с твёрдым характером, но и с полным отсутствием нравственных убеждений», которые смогли направить государственную силу в пользу своей партии.
Современный французский исследователь М. Меслен рассматривает Урсакия и Валента преимущественно как политиков, «творцов политического компромисса».

### Первичные источники
- Феодорит, еп. Кирский. Церковная история. — М.: Российская политическая энциклопедия; Православное товарищество «Колокол», 1993.

### Исследования
на английском языке
- Barnes T. D. Constantine and Eusebius. — Cambridge, MA: Harvard University Press, 1981. — 458 p. — ISBN 0-674-16530-6.
- Hanson R. P. C. The Search for the Christian Doctrine of God: The Arian Controversy, 318—381 A.D.. — New York: Continuum International Publishing Group, 2005. — 960 p. — ISBN 0-5670-3092-X.
- Hefele K. J. A History of the Counsils of the Church / trans. by H. N. Oxenham. — Edinburg: T&T Clark, 1876. — Vol. II. — 503 p.
- Hilary of Poitiers. Hilary of Poitiers' Preface to his Opus Historicum / P. Smulders S. J. — Leiden: BRILL, 1995. — 169 p. — ISBN 90 04 10191 8.
- The Oxford Dictionary of the Christian Church / Edited by F. L. Cross and E. A. Livingstone. — Oxford: Oxford University Press, 1997. — 1786 p. — ISBN 9780192802903.

на немецком языке
- Just P. Imperator et Episcopus. — Stuttgart: Franz Steiner Verlag, 2003. — 251 S. — ISBN 3-515-08247-6.

на русском языке
- Болотов В. В. История Церкви в период Вселенских Соборов. — М.: Поколение, 2007. — 720 с. — ISBN 978-5-9763-0032-3.
- Бриллиантов А. И. Лекции по истории древней церкви. — СПб.: Издательство Олега Абышко, 2007. — 480 с. — ISBN 978-5-9900890-3-7.
- Карташёв А. В. Вселенские соборы. — М.: Республика, 1994. — 542 с. — ISBN 5-250-01847-5.
- Митрофанов А. Ю. История церковных соборов в Италии (IV—V вв.). — Крутицкое Патриаршее подворье: Общество любителей церковной истории, 2006. — 625 с. — (Материалы по истории Церкви). — 1000 экз.
- Самуилов В. История арианства на латинском Западе (353—430). — СПб.: Тип. А. Катанского и К°, 1890. — 305 с.